# التركيبة السكانية في سيراليون
تتكون التركيبة السكانية في سيراليون من السكان الأصليين من 18 مجموعة عرقية. يعد شعب تيمني في الشمال وشعب الميندي في الجنوب هي الأكبر. حوالي 60.000 هم Krio، أحفاد العبيد المحررين الذين عادوا إلى سيراليون من بريطانيا العظمى وأمريكا الشمالية وسفن العبيد التي تم أسرها في أعالي البحار. بالإضافة إلى ذلك، يقيم في البلاد حوالي 5000 لبناني و1000 هندي و5000 أوروبي.